# Józef Paroński

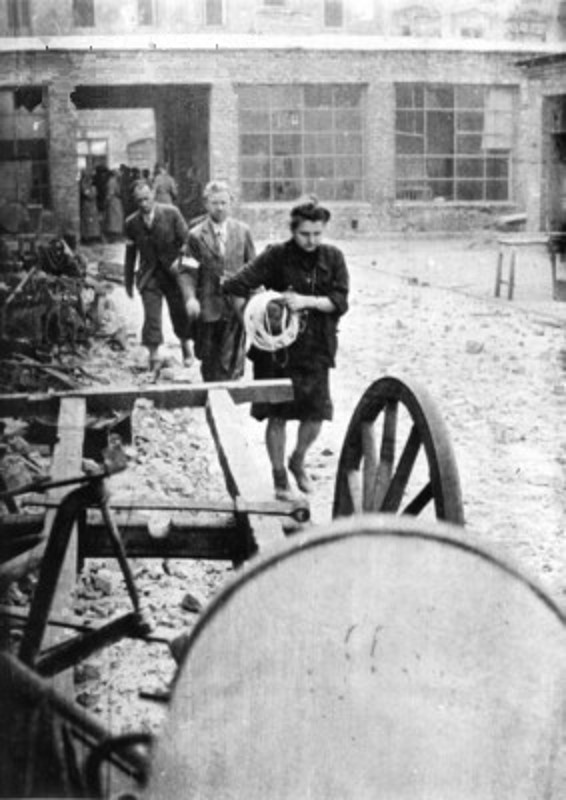
Powstańcy z oddziału minerskiego kompanii „Koszty” na bazarze Pociejów od strony ulicy Zielnej, w drodze do akcji na PAST-ę. Minerka Barbara Bańkowska „Dorota” niesie ładunek wybuchowy i lont, za nią kapitan Józef Paroński „Chevrolet” i podchorąży Romuald Wirszyłło „Wiktor”

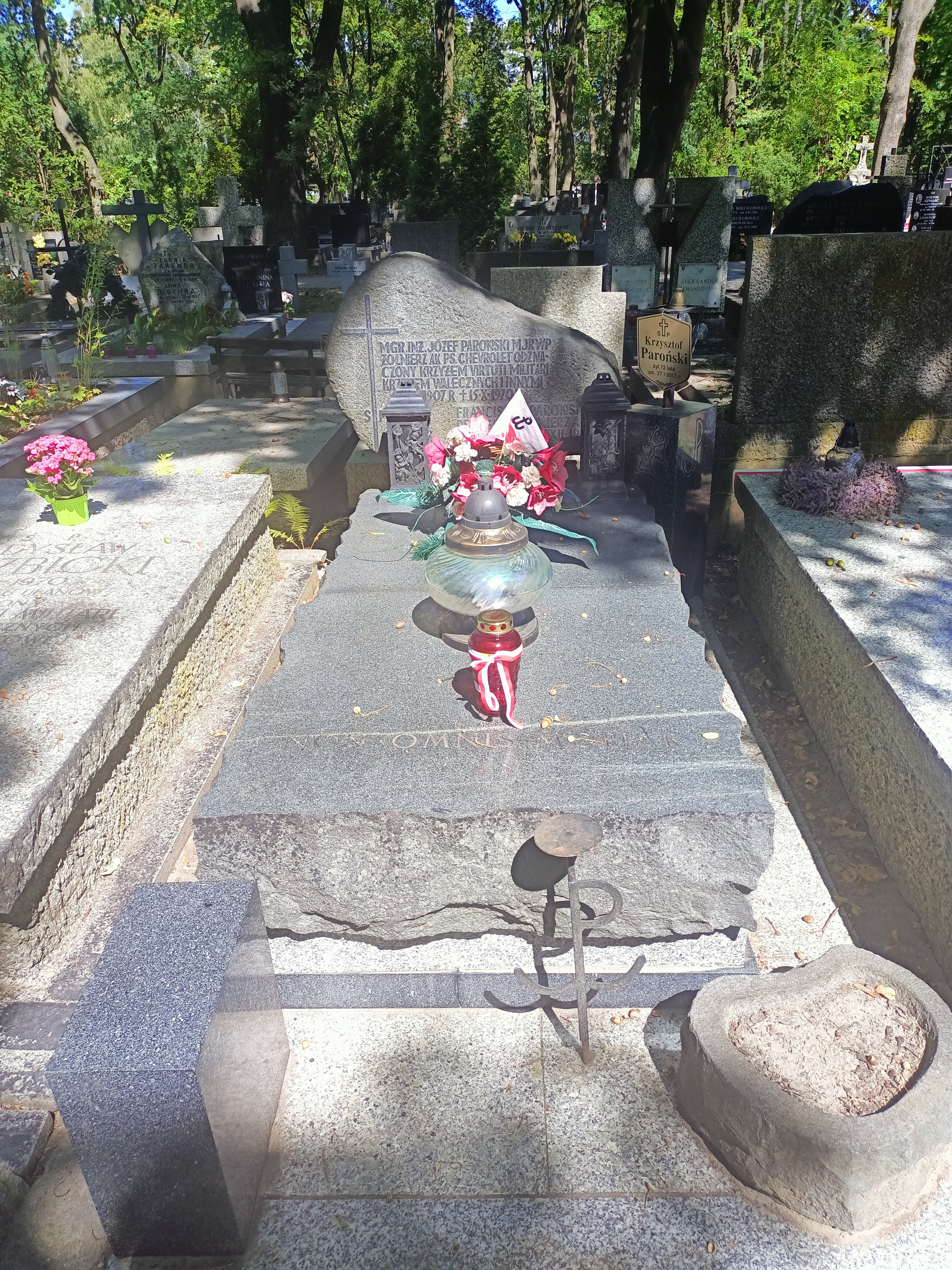
Grób majora Józefa Parońskiego

Józef Paroński, ps. „Chevrolet” (ur. 24 stycznia 1907 w Złoczewie, zm. 15 października 1970 w Warszawie) – major saperów Wojska Polskiego, kawaler Orderu Virtuti Militari, inżynier budownictwa.

## Życiorys
Urodził się 24 stycznia 1907 w Złoczewie, w ówczesnym powiecie sieradzkim guberni kaliskiej, w rodzinie Józefa, szewca, i Leokadii z Raczyńskich. W 1926 ukończył Państwowe Gimnazjum im. Tadeusza Kościuszki w Kaliszu.
Był uczniem Szkoły Podchorążych Inżynierii w Warszawie. 15 sierpnia 1929 został mianowany podporucznikiem ze starszeństwem z dniem 15 sierpnia 1929 w korpusie oficerów inżynierii i saperów z równoczesnym wcieleniem do kadry oficerów saperów. We wrześniu 1930, po ukończeniu szkoły (VI promocja) został wcielony do 2 batalionu mostów kolejowych w Legionowie. 29 stycznia 1932 został awansowany na stopień porucznika ze starszeństwem z 1 stycznia 1932 i 18. lokatą w korpusie oficerów inżynierii i saperów. Na stopień kapitana został awansowany ze starszeństwem z 19 marca 1939 i 33. lokatą w korpusie oficerów saperów, grupa liniowa. W tym czasie nadal pełnił służbę w 2 bmk na stanowisku dowódcy kompanii szkolnej.
W czasie w kampanii wrześniowej 1939 r. dowódca 11 kompanii mostów kolejowych, sformowanej podczas mobilizacji alarmowej w dniach 24–27 VIII 1939 r. Od przełomu sierpnia i września, zgodnie z planem mobilizacyjnym, 11 kmk stacjonowała na st. kolejowej Łapy, gdzie po wybuchu wojny aż do 7 września 1939 r. usuwała uszkodzenia spowodowane bombardowaniami lotnictwa niemieckiego, utrzymując przejezdność węzła kolejowego dla polskich transportów wojskowych i ewakuacyjnych. Wobec otrzymania rozkazu wycofania się, w dniach 7–15 września kapitan Józef Paroński poprowadził swoją kompanię przez Białystok, Brześć nad Bugiem i Kowel do Sarn, w drodze wielokrotnie naprawiając uszkodzenia linii kolejowych. Po agresji sowieckiej 17 września kpt. Paroński, wobec braku innych rozkazów, skierował swój oddział najpierw w kierunku mostu na Bugu w Dorohusku, a następnie w kierunku Chełma Lubelskiego. Tam 27 września oddział wziął do niewoli około 120 jeńców niemieckich. W okolicach Biłgoraja wzięty razem z oddziałem do niewoli sowieckiej, następnie eskortowany przez Biłgoraj i Szczebrzeszyn do Zamościa. W czasie jednego z transportów jeńców udało mu się uciec i przedostać do Warszawy, przez co uniknął losu polskich oficerów w obozach na Wschodzie.
W konspiracji, gdzie używał pseudonimu „Chevrolet”, dołączył do tworzonego od listopada 1939 r. oddziału saperów kolejowych, który w kwietniu 1940 r. wszedł w skład Związku Odwetu, organizacji sabotażowo-dywersyjnej będącej częścią składową ZWZ. Kapitan Józef Paroński był początkowo dowódcą jednego z kilkuosobowych patroli saperskich, a następnie od sierpnia 1940 r. objął stanowisko referenta (dowódcy) saperów w Rejonie I powiatu warszawskiego – Legionowo. Zadaniem oddziału saperów kolejowych w chwili wybuchu powstania miało być izolowanie warszawskiego węzła kolejowego poprzez zniszczenie linii kolejowych, mostów, wiaduktów oraz urządzeń stacyjnych. Największym osiągnięciem bojowym „Związku Odwetu” w zakresie dywersji kolejowej były: akcja „Wieniec” (7/8 października 1942 r.) oraz akcja „Odwet kolejowy” (16/17 października 1942 r.), w wyniku których wysadzone zostały tory wokół Warszawy, zniszczony jeden most kolejowy i uszkodzony drugi, wykolejonych 8 pociągów niemieckich. Od stycznia 1943 do lipca 1944 w Kierownictwie Dywersji Okręgu Warszawskiego Armii Krajowej.
W momencie wybuchu powstania warszawskiego na stanowisku szefa saperów Komendy Miasta st. Warszawy w Warszawskim Okręgu Armii Krajowej. Znaczącą rolę odegrał w zdobyciu budynku warszawskiej PAST-y, gdzie 20 sierpnia 1944 zakładał ładunki wybuchowe.
Po zakończeniu wojny pracował jako inżynier w Biurze Odbudowy Stolicy. 
Zmarł 15 października 1970 w Warszawie i został pochowany na cmentarzu Wojskowym na Powązkach w Warszawie (kwatera B18-6-11).

## Ordery i odznaczenia
- Krzyż Srebrny Orderu Wojennego Virtuti Militari – 1944 „za opracowanie planu i udział w zdobyciu PAST”[11]
- Krzyż Walecznych – 1944 „za zdobycie Café Club”[11]

## Miejsca pamięci
- Epitafium w Kościele św. Stanisława Kostki w Warszawie na Żoliborzu.